# I'm So Blue
I'm So Blue는 마이클 잭슨의 음반 Bad 25에 수록된 곡이다.이 곡은 미발매 곡으로 2012년에 발매되었다.딱히 유명한 곡은 아니지만 마이클 잭슨을 떠올릴수 있는 곡이다.